# Baby Pac-Man
Baby Pac-Man est un jeu vidéo de flipper et de labyrinthe développé et édité par Bally Midway, sorti en 1982 sur borne d'arcade.